# Клиника Фридрихсхафен
Клиника Фридрихсхафен расположена на берегу живописного Боденского озера в федеральной землe Баден-Вюртемберг. Клиника относится к медицинскому кампусу Боденского озера и включает 12 специализированных отделений, предоставляющих медицинскую помощь как гражданам Германии, так и пациентам из-за рубежа.

## История клиники
В первый раз клиника упоминается уже в 1427 году, под именем госпиталь Святого Духа города Буxхорна. В то время города Фридрихсхафена как такового ещё не существовало — он был основан только в 1811 году.
В 1571 году в уставном документе города Буxхорна была сделана официальная запись о наличии лечебного заведения для больных и нуждающихся. Финансирование больницы шло за счет собственных угодий. Так в середине 16 века госпиталю принадлежало более 11 поместий. Вследствие пожаров 1584 и 1738 годов клиника была полностью разрушена и восстановлена на прежнем месте, у городской стены.
В 1887 году был основан первый больничный фонд служебного страхования персонала, который в значительной мере расширил круг лиц, заинтересованных в профессиональном лечении и уходе.
В 1889 году, в честь своего 25-летнего правления, король Карл Вюртембергский дал указ использовать сумму, изначально предусмотренную на проведение празднеств на строительство городской клиники. С его помощью и за счет взносов населения к 1891 году открыла свои двери больница Карла и Ольги, названная в честь королевской пары. Вплоть до второй мировой войны управлением клиники и обслуживанием пациентов занимались сестры викентиантского ордена из монастыря Унтермархталь.
В то время невозможно было предугадать стремительный рост населения — уже в 1914 году клинику пришлось расширять на 36 квадратных метров. Во время второй мировой войны из-за недостатка мест больных и раненых пришлось размещать в зданиях фабрики Бокнер (Fabrik Bockner) или в учительском общежитии. В 1938 году госпиталь перестроили и расширили еще раз, одновременно снабдив персонал более современным оборудованием. В 1962 году было добавлено инфекционное отделение и открыто государственное училище для санитаров и медсестер.
Благодаря фонду Цепеллина городу Фридрихсхафен удалось собрать около 120 миллионов марок на строение нового комплекса больницы, который открылся в 1975 году. Сначала медицинское обслуживание проводилось как в новом так и в старом зданиях больницы. Однако к 1977 году все отделения клиники переехали в новое строение, а историческое здание больницы Карла и Ольги было в 1979 перепрофилировано в дом престарелых. С этого момента клиника получила новое название — Городская больница Фридрихсхафен. В 2005 году под руководством Йоханнеса Вайнделя, клиника была переименована в «Клинику Фридрихсхафен».

## Клиника сегодня
Сегодня клиника Фридрихсхафен рассчитана на 460 мест и включает следующие отделения:
- Отделение анестезии, интенсивной и болевой медицины

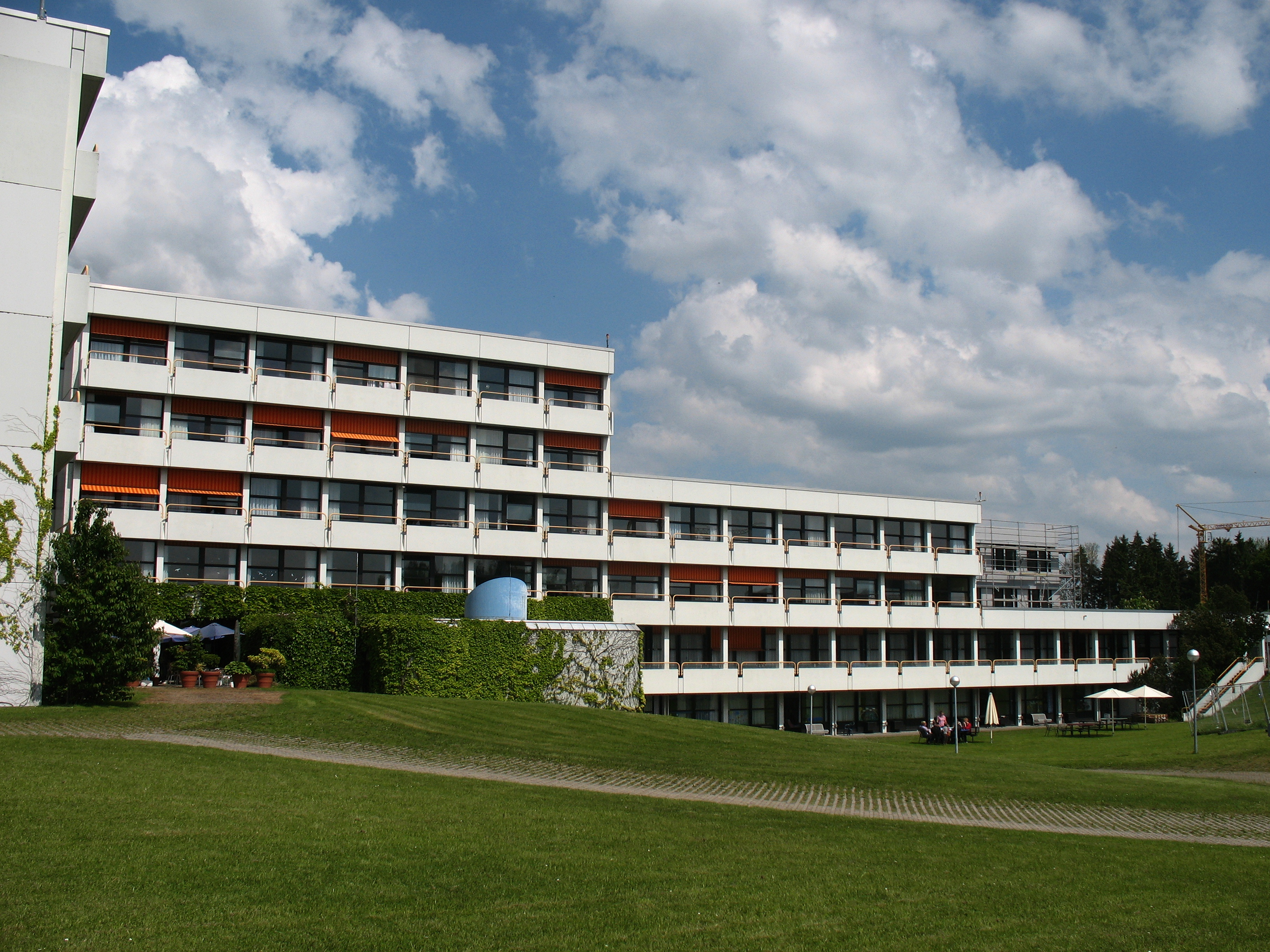
Клиника Фридрихсхафен

- Хирургические отделения 1 и 2 (Ортопедия и эндопротезирование, онкологическая хирургия, висцеральная и сосудистая хирургия, хирургия адипозитаз и пластическая хирургия)
- Гинекологическое отделение, включающее центр груди на Боденском озере
- Детское отделение
- Отделение внутренней медицины (гастроэнтерология, кардиология, пульмонология, электрофизиология)
- Отделение неврологии
- Отделение радиологии и ядерной медицины
- Урологическое отделение

Мировой славой пользуются достижения специалистов клиники Фридрихсхафен в областях ортопедии, урологии, онкологии и внутренней медицины.
Клиника Фридрихсхафен является академической больницей университета Еберхарда и Карла в городе Тюбинген, и поддерживает тесные связи с тюбингенской университетской клиникой.